# Мартинівка (Луцький район)
Марти́нівка — село в Україні, у Луцькому районі Волинської області. Входить до складу Городищенської сільської громади. Населення становить 80 осіб.

## Історія
19 липня 2020 року в результаті адміністративно-територіальної реформи та ліквідації Луцького району(1940—2020) село увійшло до складу новоутвореного Луцького району.

## Населення
Згідно з переписом УРСР 1989 року чисельність наявного населення села становила 66 осіб, з яких 27 чоловіків та 39 жінок.
За переписом населення України 2001 року в селі мешкало 79 осіб.

### Мова
Розподіл населення за рідною мовою за даними перепису 2001 року:
| Мова       | Відсоток |
| ---------- | -------- |
| українська | 98,75 %  |
| російська  | 1,25 %   |